# Benthobatis yangi
Benthobatis yangi är en rockeart som beskrevs av Carvalho, Compagno och Ebert 2003. Benthobatis yangi ingår i släktet Benthobatis och familjen Narcinidae. IUCN kategoriserar arten globalt som sårbar. Inga underarter finns listade.